# Luigi Boldrini
Luigi Boldrini (Mantova, 21 luglio 1828 – Castel d'Ario, 14 marzo 1894) è stato un patriota, giornalista e politico italiano.

## Biografia
Figlio del notaio Giacomo e di Chiara Bertoli, i suoi studi liceali a Mantova furono caratterizzati da un'espulsione motivata dalla sua assenza di pratica religiosa. Comunque frequentò negli anni successivi le università di Pavia e di Pisa. In quest'ultima città si trasferì per sfuggire il clima poliziesco instaurato a Mantova dopo le insurrezioni del 1848. Ivi sposatosi, nel 1853 ritornò nella città natale con la moglie Minerva Chiarini e il figlio Giacomo.
Conclusi i processi che portarono al martirio di Belfiore, il clima politico si fece meno oppressivo e Luigi Boldrini poté fondare e dirigere La Lucciola - Gazzettino del contado (1855-57). La rivista, prima settimanale poi mensile, trattava di agricoltura, di economia, di storia, di educazione avvalendosi di illustri collaboratori come Ippolito Nievo, Giovanni Arrivabene, Paride Suzzara Verdi che divenne secondo e ultimo direttore de La Lucciola. Politicamente Boldrini e la sua creatura giornalistica si schierarono su posizioni anti austriache e liberali, nel solco del pensiero federalista di Carlo Cattaneo.
Il suo contributo alla causa risorgimentale italiana si estrinsecò con la raccolta di fondi per l'acquisto di armi e favorendo l'espatrio clandestino dei volontari per la spedizione di Garibaldi in Sicilia.
Unita l'Italia, Luigi Boldrini con Alberto Mario fondò il periodico repubblicano La Provincia di Mantova (1872-74) e partecipò alla vita politica locale diventando consigliere provinciale e comunale a Mantova. Fu per molti anni sindaco di Castel d'Ario, sua seconda patria. Essendo stato, come socio dell'Accademia Virgiliana in corrispondenza con Giosuè Carducci, a quest'ultimo chiese di creare una nuova denominazione, appunto Castel d'Ario, che sostituisse il vecchio nome del comune, Castellaro, toponimo eccessivamente diffuso.